# Trolejbus

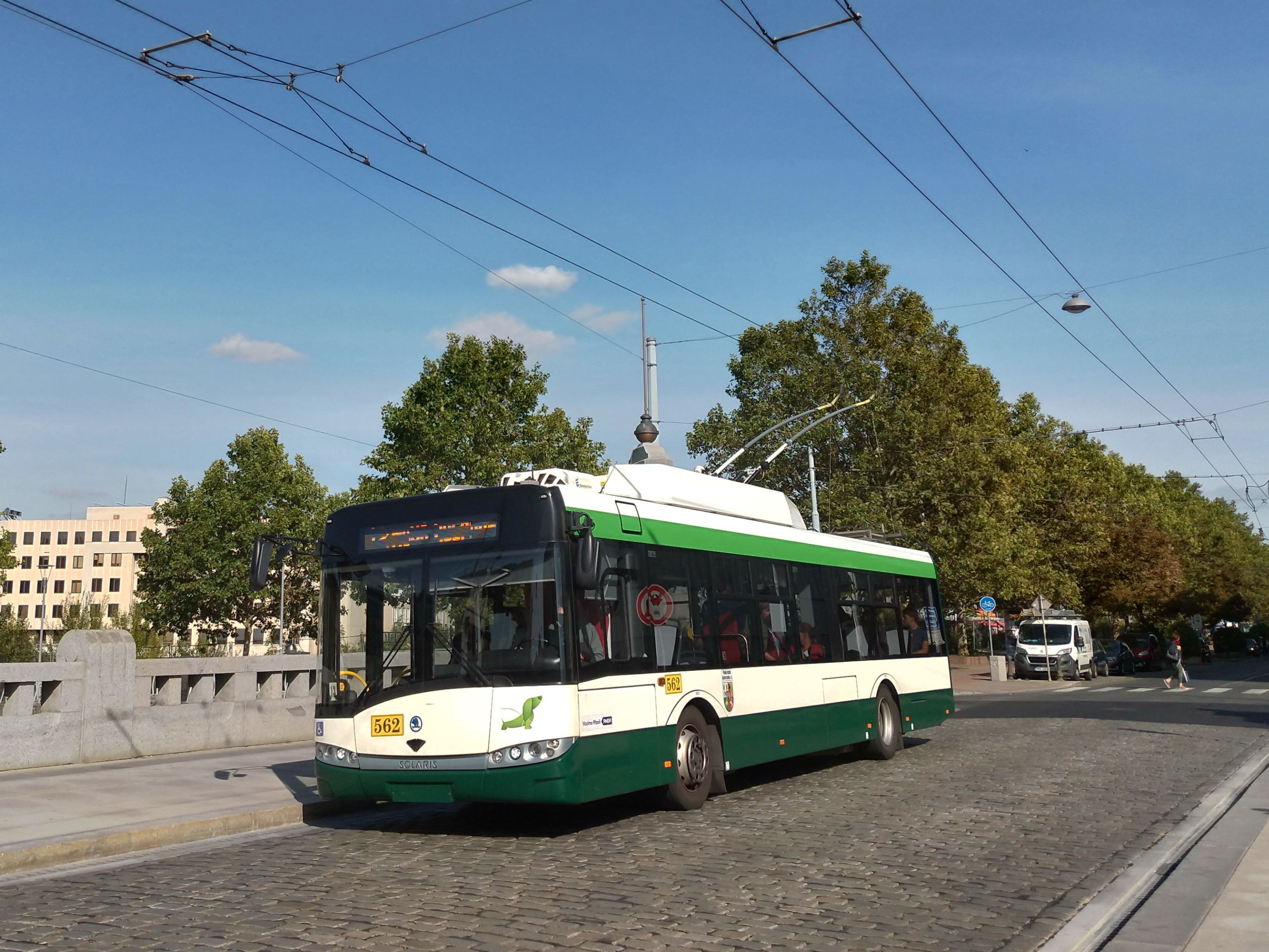
Trolejbus Škoda 26Tr v Plzni

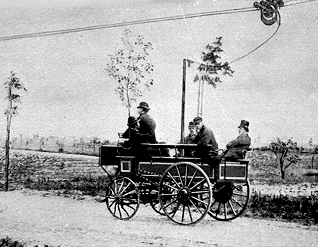
Elektromote, nejstarší trolejbus světa, který byl v provozu v roce 1882 v Berlíně

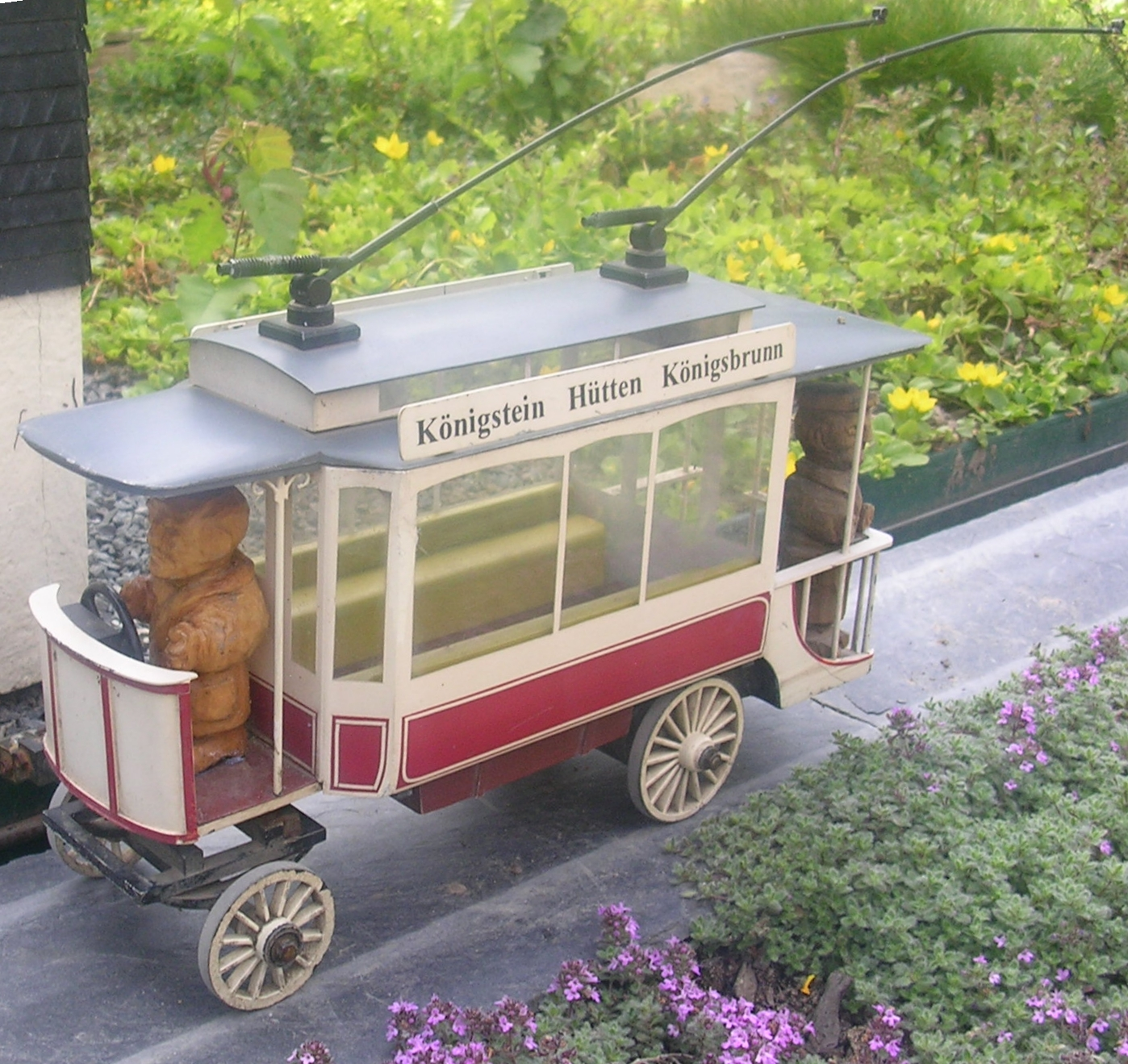
Model trolejbusu, který jezdil od července 1901 do září 1904 po 2,8 km dlouhé trase v Königsteinu. Zkonstruoval a provozoval jej Max Schiemann z Drážďan.

Trolejbus je dopravní prostředek pro hromadnou dopravu osob a také nákladů. Jedná se o silniční motorové vozidlo, které se pohybuje po trolejbusové trati. V některých zemích (např. v Česku a na Slovensku) je proto řazen také mezi drážní vozidla, popřípadě podléhá schvalování jen jako drážní vozidlo. Na rozdíl od autobusu je trolejbus poháněn elektrickým motorem. Elektrický proud (zpravidla stejnosměrný) je do vozidla přiváděn pomocí dvou tyčových sběračů z vrchního trolejového vedení.
Jsou vyráběny také hybridní trolejbusy (parciální trolejbusy, duobusy) s hybridním pohonem. Ty jsou kromě elektrického motoru také vybaveny spalovacím motorem (dieselagregát), což jim umožňuje i jízdu v úsecích nebo trasách bez trolejového vedení. Využívá se též baterií, které mohou sloužit jako náhradní zdroj energie na nezatrolejovaných úsecích či mohou při rozjezdech kompenzovat proudové špičky. Dobíjení probíhá buď dobíjením z trolejí (ať už při jízdě či při stání ve stanici) nebo rekuperací při brzdění. Výhodou baterií oproti spalovacímu motoru je menší velikost, ekologičnost a vyšší praktičnost.
Trolejbusy se převážně používají v rámci městské hromadné dopravy, ve městech a příměstských oblastech. Z meziměstských trolejbusových tratí je nejdelší na světě trať mezi Simferopolem a Jaltou na Krymu. V Česku spojují meziměstské tratě například města Chomutov a Jirkov a města Otrokovice a Zlín.

## Vznik a vývoj

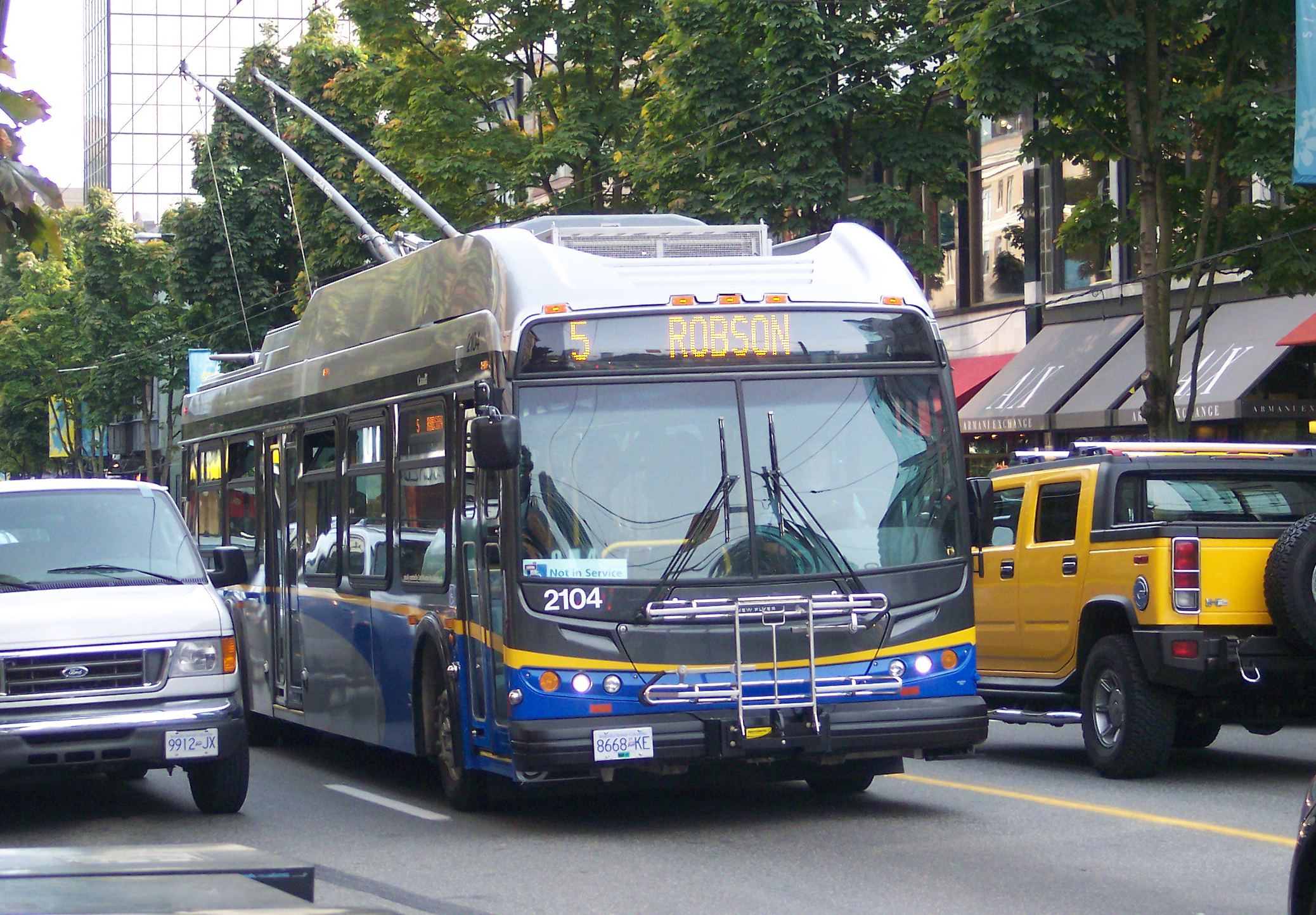
Trolejbus ve Vancouveru

Trolejbusy vznikly v roce 1882 jako autobus s elektrickou trakcí, návrháři se snažili vymyslet kompromis mezi oběma koncepcemi. Průkopníkem elektrické nekolejové trakce byl německý vynálezce Werner von Siemens, který v roce 1882 postavil v Berlíně zkušební trať a krátký čas na ní provozoval první trolejbus na světě. Trolejbusová doprava byla v největším rozkvětu v polovině 20. století, po několika desetiletích útlumu prochází od konce 20. století mírnou renesancí.

## Výhody a nevýhody

### Výhody
- ekologičnost (vymístění zdroje emisí z nevhodných lokalit, např. stísněná centra měst, lázně apod.)
- na rozdíl od autobusu spotřebovává energii pouze během jízdy
- větší cestovní komfort (menší vibrace) než u autobusu
- lepší jízdní vlastnosti (akcelerace a jízda do stoupání) než u tramvaje a autobusu
- lepší manévrovatelnost než u tramvaje
- nižší náklady na zřizování nových tratí než u tramvají

### Nevýhody
- závislost na trolejovém vedení (výjimky: provoz na akumulátorové baterie, provoz na dieselagregát, provoz na setrvačník)
- závislost na elektrickém proudu
- oproti tramvajím nižší přepravní kapacita
- přísnější technické a právní podmínky provozování trolejbusové dopravy než u autobusové
- nutnost výstavby trolejového vedení
- vyšší pořizovací cena než u autobusové dopravy

## Technický princip trolejbusu

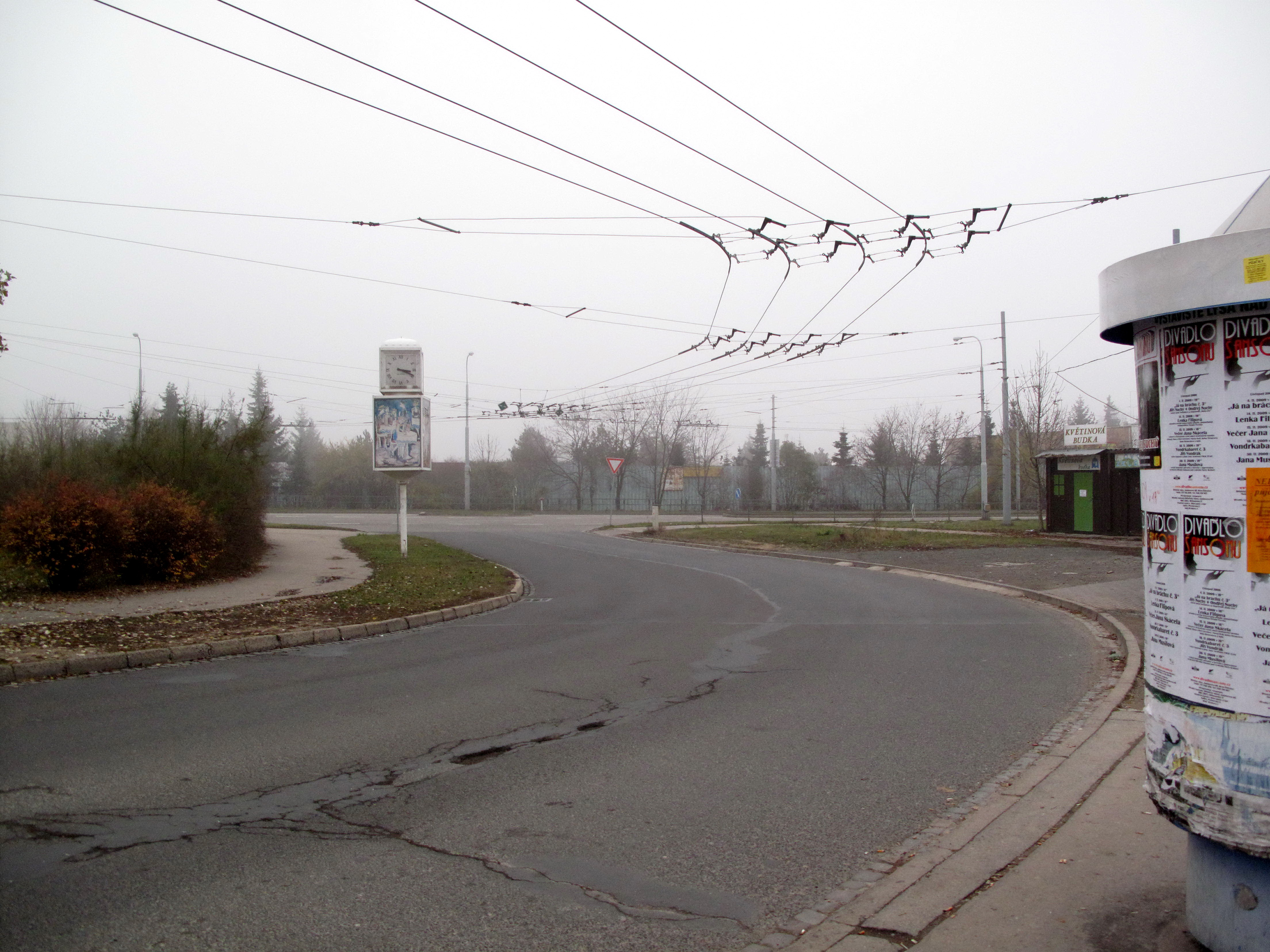
Trolejové vedení pro trolejbusy v Brně

Elektrický stejnosměrný proud přivádějí do vozidla a odvádí z vozidla dva tyčové sběrače zakončené tzv. botkou (jeden sběrač proud přivádí a druhý sběrač proud odvádí zpět). Přes hlavní vypínač a statický měnič prochází do elektrických regulačních obvodů (tzv. elektrické výzbroje), jejichž úkolem je definovaným způsobem měnit elektrické napětí a proud, tak aby trolejbus byl schopen pohybu. Elektrická regulace pohonu byla u stejnosměrných motorů nejdříve konstruována jakožto odporová, zbytková energie se mařila v odpornících za vzniku odpadního tepla (v Československu až do typu 9Tr). Od modernizovaného typu 9TrHT dále byla regulace prováděna několika tyristory, které fázovou regulací měnily efektivní hodnotu trakčního napětí a tím i množství elektrické energie přiváděné do motorů. Modernizovaná tyristorová regulace byla energeticky mnohem úspornější, než původní regulace odporová, která už morálně zastarala. Regulaci napětí provádí specializované silnoproudé elektronické obvody vozidla, které ovládá řidič pomocí akceleračního pedálu (podobně jako je tomu ve starých tramvajích Tatra T3 či v automobilu). Regulované napětí a proud jsou přivedeny do trakčního motoru, který přes mechanické ozubené převody pohání nápravu a kola. Trolejbusy bývají vybaveny zpravidla jedním trakčním elektromotorem. Kloubový typ Škoda 15Tr má trakční elektromotory dva, jeden je umístěn na prostřední, druhý pak na zadní nápravě. Řešení se dvěma motory je výhodné při jízdě do kopců, nebo při sněhu a náledí. Kromě 15Tr je podobně řešený i nízkopodlažní trolejbus 22Tr. Trakční výzbroj sestavená z tyristorových měničů a stejnosměrných motorů byla u modernějších typů trolejbusů (např. Škoda 28Tr) nahrazena měničem s IGBT tranzistory a asynchronními trakčními motory. Některé typy trolejbusů (např. Škoda 27Tr) mohou být volitelně vybaveny také dieselagregátem pro možnost jízdy mimo trolejové vedení.
Trolejbus je vybaven také pomocnými pohony, což bývají malé elektromotory pohánějící vzduchový kompresor nebo čerpadlo servořízení. Ve starších vozidlech býval také motorgenerátor (rotační měnič), zdroj nízkého napětí, složený z motoru na napájecí napětí (600 V) a generátoru, často ještě dynama. Tento zdroj spolu s akumulátory zajišťoval chod osvětlení, ovládání dveří. Palubní síť pracuje s napětím 24 V DC, vzhledem k unifikaci s autobusy. U současných typů trolejbusů zajišťuje přeměnu 600/24 V DC statický (polovodičový) měnič.

## Rozdíl mezi karoserií autobusu a trolejbusu

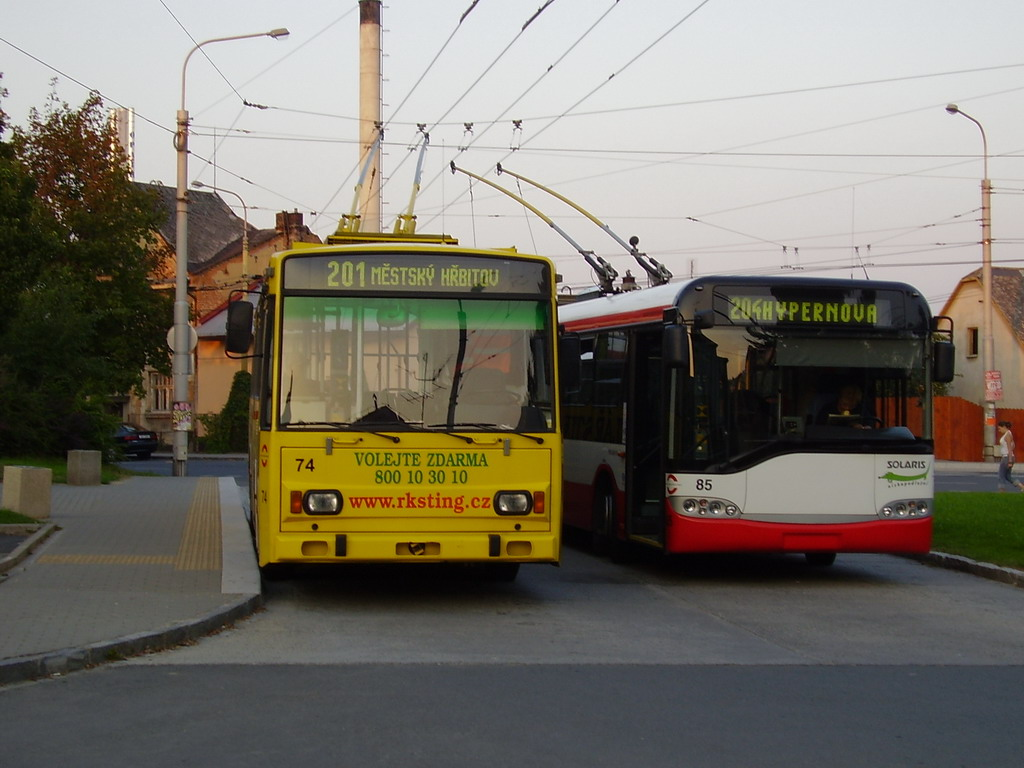
Na levé straně trolejbus Škoda 14TrM, na pravé nízkopodlažní trolejbus Solaris Trollino 12 (Opava)

Autobus a trolejbus se z hlediska karoserie velmi podobají, přesto se dlouhá léta vyráběly v odlišných karoseriích. Každé z vozidel má totiž svá specifika. Autobus potřebuje v jednom místě (většinou v zadní části) velký prostor pro rozměrný spalovací motor a převodovku, proto musí mít vysoko umístěnou podlahu nebo nějaký vyhrazený „box“ v místě, kde se nachází motor s převodovkou. Trolejbus spíše potřebuje více prostor rozložených po celé délce vozu. V blízkosti stanoviště řidiče musí být dostatek místa pro množství elektroinstalace nutné k řízení vozidla. U hnané nápravy se nachází elektromotor (který je však menší než spalovací motor). Různé části výzbroje mohou být umístěny libovolně.
Dnes se z ekonomických důvodů a důvodů sjednocení náhradních dílů zcela nové karoserie pro trolejbusy nestavějí, ale používají se autobusové karoserie. Elektrická výzbroj se u nízkopodlažních vozidel umisťuje na střechu. Motorový prostor původního autobusu je buď prázdný, nebo jde odbourat, případně se využije pro zástavbu pomocného dieselagregátu atd.
V Česku i jinde se na vytížených linkách používají kloubové (dvoučlánkové) trolejbusy. V menší míře se používají také velkokapacitní tříčlánkové trolejbusy, které v Česku jezdí v Praze. Např. ve Švýcarsku se za trolejbusy připojují také autobusové přívěsy, což bylo v minulosti využíváno také v Československu.

## Trolejbusy v Česku

### Legislativa
V Česku trolejbusy, včetně hybridních, sice spadají do definice motorového vozidla a tím i do definice silničního vozidla, nejsou však zahrnuty do třídění motorových vozidel v zákoně č. 56/2001 Sb. a legislativa týkající se podmínek provozu silničních vozidel s trolejbusy ani v mnoha dalších ustanoveních nepočítá a s jejich provozem mimo trolejbusovou dráhu už vůbec ne. Trolejbusy, ač jsou motorovými vozidly, například nemají registrační značky.
Zároveň jsou v Česku trolejbusy včetně duobusů drážními vozidly, a to vozidly na trolejbusové dráze. Na jejich schvalování se tak vztahuje vyhláška č. 209/2006 Sb., stanovující přípustné emise ve výfukových plynech motoru drážního vozidla. Uplatňování této vyhlášky na hybridní trolejbusy, kde se spalovací agregát nebo motor používá výhradně pro jízdu mimo trolejbusovou dráhu, je z právního hlediska sporné.
Dříve k řízení trolejbusu v Česku postačoval řidičský průkaz skupiny „C“ + průkaz řidiče drážního vozidla. Od 1. ledna 2001, kdy vstoupil v platnost nový zákon o provozu na pozemních komunikacích (361/2000 Sb.), musí mít řidič trolejbusu řidičský průkaz skupiny „D“ (autobus). Navíc musí mít zkoušky na obsluhu „elektrické části“ trolejbusu a průkaz způsobilosti k řízení drážního vozidla- trolejbusu. Koncem roku 2000 si proto zkušení řidiči trolejbusu museli dodělat ŘP na autobus.
V některých zemích trolejbusy nejsou za drážní vozidla považovány.

### Výroba trolejbusů v Česku

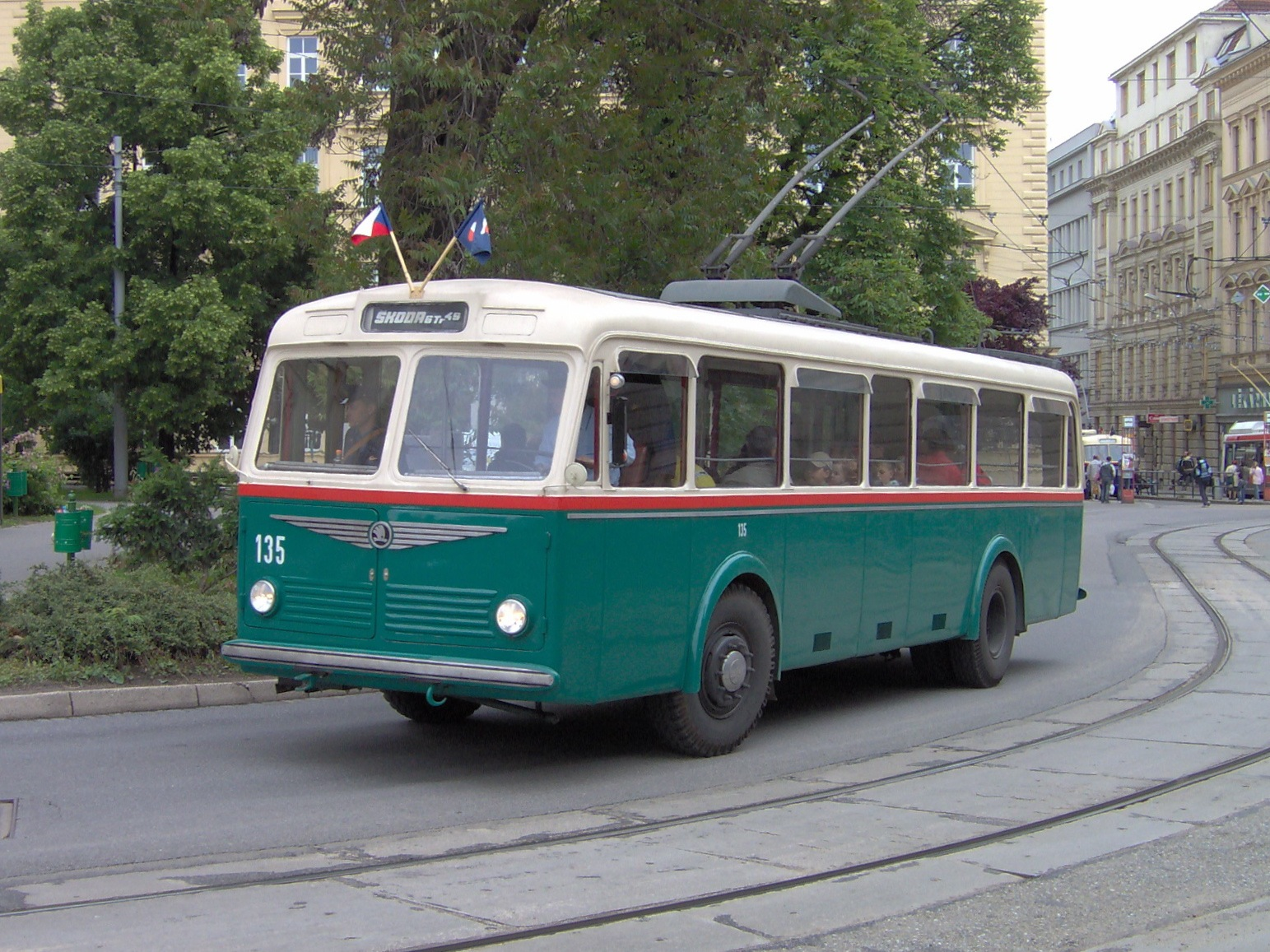
Historický trolejbus Škoda 6Tr

První trolejbusy v Československu byly vyrobeny v roce 1936 firmami Praga, Škoda a Tatra. Po druhé světové válce pokračovaly v produkci pouze podniky Škoda a Tatra. Po provedení porovnávacích zkoušek v roce 1959 byla výroba trolejbusů v Tatře ukončena. O rok později byla výroba trolejbusů z Plzně přesunuta do Ostrova nad Ohří, kde vznikl podnik Škoda Ostrov. Ten byl v provozu do roku 2004, ale již o rok dříve byl v plzeňské firmě Škoda Electric představen nový trolejbus, jehož produkce navázala na ukončení výroby v Ostrově.
Od roku 2002 vyráběl trolejbusy také Dopravní podnik Ostrava, jehož část se v roce 2011 přetransformovala do dceřiné společnosti Ekova Electric. V portfoliu tohoto výrobce jsou trolejbusy Solaris Trollino, na konci prvního desetiletí 21. století zkompletoval i prototypy trolejbusů SOR.
Historicky nejpoužívanějším českým trolejbusem je typ Škoda 9Tr, kterého bylo vyrobeno téměř 7500 vozů mezi lety 1961 a 1982. Tento typ byl také v hojném počtu exportován především do bývalého Sovětského svazu. Ve výrobním programu Tatry dosáhl největšího počtu vůz Tatra T 400 (téměř 200 vozů z let 1948–1955). Praga vyrobila pouze model Praga TOT.